# David Espinoza
David Espinoza (* 14. Januar 1989 in Miami) ist ein ehemaliger US-amerikanischer Bahnradsportler, der in den Kurzzeitdisziplinen startet.

## Sportliche Laufbahn
Ab dem Alter von zwölf Jahren war David Espinoza als Radsportler aktiv, zunächst auf Bahn und Straße. Nach einem Jahr „verliebte“ er sich, so seine Worte, in den Bahnradsport und beschloss, Sprinter zu werden. Er trainierte im Valley Preferred Cycling Center. 2012 schloss er sein Studium der Kerntechnik an der Pennsylvania State University ab.
2006 hatte Espinoza seinen ersten Erfolg auf nationaler Basis, als er bei den US-amerikanischen Bahnmeisterschaften den dritten Platz im 1000-Meter-Zeitfahren der U23 belegte. In den folgenden Jahren belegte er mehrfach Podiumsplätze bei nationalen Meisterschaften. 2014 wurde er erstmals Meister, mit Matthew Baranoski und Danny Robertson im Teamsprint, im Jahr darauf konnte er diesen Erfolg mit Baranoski und James Mellen wiederholen.
2016 errang David Espinoza zwei Titel: Er wurde US-amerikanischer Meister im Sprint sowie zum dritten Mal im Teamsprint, mit James Alvord und James Mellen.

## Erfolge
2014
- US-amerikanischer Meister – Teamsprint (mit Matthew Baranoski und Danny Robertson)

2015
- US-amerikanischer Meister – Teamsprint (mit Matthew Baranoski und James Mellen)

2016
- US-amerikanischer Meister – Sprint, Teamsprint (mit James Alvord und James Mellen)